# Oedostethus ovalatus
Oedostethus ovalatus là một loài bọ cánh cứng trong họ Elateridae. Loài này được Kim, Han & Lee miêu tả khoa học năm 2000.